# Elte (Fluss)
Die Elte ist ein 22,9 km, über den vom Kissel kommenden, rechten Quellbach Schwarzer Graben 23,5 km langer, rechter Nebenfluss der Werra im thüringischen Wartburgkreis.

## Verlauf
Der Fluss entspringt in  einem Waldgebiet südöstlich von Etterwinden (Stadt Bad Salzungen). Er fließt bis Wilhelmsthal in nördliche Richtung, dann parallel und südwestlich zum Kamm des Thüringer Waldes überwiegend in westliche bis nordwestliche Richtung, durchquert den Speicher Wilhelmsthaler See, durchfließt Wolfsburg-Unkeroda und Förtha, wendet sich dann bei Oberellen nördlich, fließt durch Unterellen und mündet in Lauchröden in die Werra.

## Namen
Sprachlich benennt „Alinde“ ein Gewässer außerhalb des von Menschen besiedelten Landes. Möglicherweise leitet sich der Name von der germanischen Wurzel *al- für 'modrig, faul' ab.
Der erste Namensbeleg ist Alinde (1014) und im späteren Mittelalter wird er als  „ellna“ bezeichnet.
Davon wurden mehrere Ortsnamen abgeleitet:
- Oberellen – wurde erstmals 1075 „in Elenen“ erwähnt. 1121 war bereits von einer „capella in Elnde“ die Rede. 1138 wurde er als  „Elendi“ und 1304 als „in Elende“ benannt.
- Unterellen – wurde erstmals 1318 durch den Urkundenvermerk „Elende et Elende“ notiert. Es wurde 1367 als „Nieder-Elln“ und 1369 als „Nieder-Elende“ erwähnt.
- Taubenelln – ist ein  1266 als Toubinelnde und 1269 als  „Tobenellende“   urkundlich bezeugtes Dorf. 1280 gab es dort eine „capella in Toibin Ellende“, und auch 1440 war Taubenellen noch bewohnt. Der Flurname Taubenellen lässt darauf schließen, dass die Elte hier nicht ganzjährig ausreichend Wasser für eine Siedlung lieferte. Heute ist die Taubeneller Mühle letzte Erinnerung an die einstige Siedlung Taubenellen.
- Epichnellen – erscheint erstmals 1378 als Ebchenellen und Epchinelne, dann 1402 als Appchenelnde, 1522 als Epfigenelenn, 1527 als Epgenel, 1536 als Ebgeneln, zuletzt 1571 als Eppichen eln. Zu deuten ist dieser Name aus „obigen Ellen“, somit  „oberhalb von (Ober)ellen.“[6]

## Wirtschaftshistorie

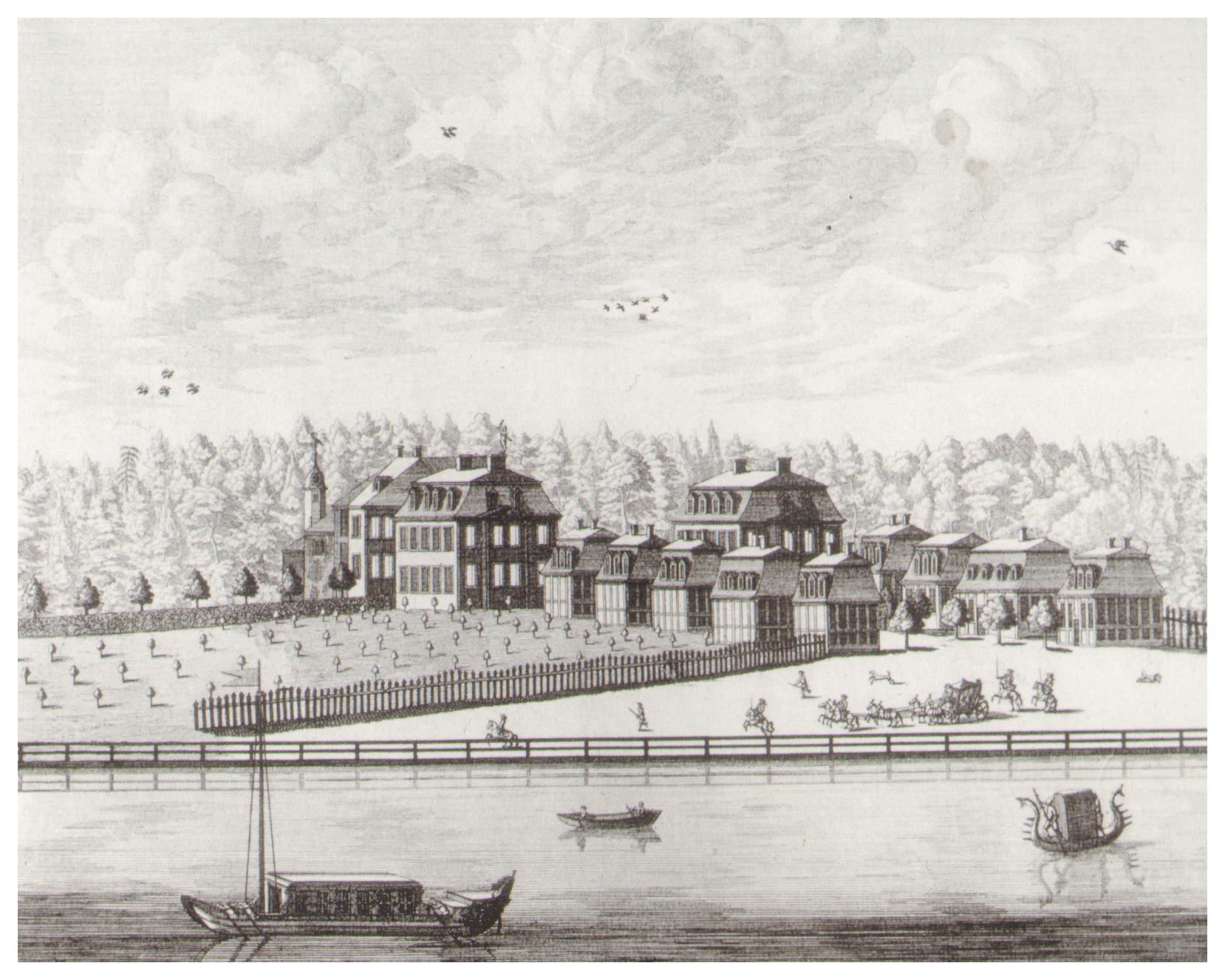
Am Wilhelmsthaler See (um 1710)

Außer einigen Getreidemühlen entlang des Bachlaufes wurden oberhalb Wolfsburg-Unkeroda ein Schmelzwerk (Attchenbach) und in Lauchröden die Sägemühle Rimbachsmühle von ihm angetrieben. Beim Schloss Wilhelmsthal versorgt der Bach einige Fischzuchtteiche und speist den Wilhelmsthaler See mit Wasser.